# حقل عكاز
حقل عكاز هو حقل للغاز الطبيعي يقع جنوب مدينة القائم غرب العراق، ويعتبر أكبر حقل غاز في العراق باحتياطي 5.3 تريليون قدم مكعب من الغاز الطبيعي.

## تاريخ
اكتشف حقل عكاس في 1981، وفي عام 1983 اكتشف النفط أيضاً في منطقة عكاس.

## الإنتاج
في عام 2008 عقد رئيس الوزراء العراقي نوري المالكي اتفاقية مع دول الإتحاد الأوروبي وتنص على تصدير 500 مليون قدم معكب يوماً من حقل عكاس عبر سوريا إلى أوروبا مقابل صفقات تسليح الجيش العراقي، وتنص بنود اتفاقية المالكي على تصدير 183 مليار متر مكعب من الغاز الطبيعي إلى دول الاتحاد الأوروبي مقابل 10 مليارات دولار فقط، كما ذكرت صحيفة صنداي تايمز' البريطانية، وهذا هو الاتفاق الأول من ضمن ثلاث اتفاقيات لم يتم التصريح عنها بعد. وكما وعد المالكي بتقديم 5 مليارات متر مكعب من الغاز الطبيعي إلى أوروبا كبادرة حسن نية.[بحاجة لمصدر]
اعتبر البعض هذه الصفقة سرقة للغاز العراقي حيث أن السعر قليل جداً (0.03 سنتا للقدم المكعب) مقارنة بالسعر العالمي 16 دولار للمتر المكعب.
كما أعلن وزير المالية باقر جبر الزبيدي أن العراق سيبدأ عمليات تجهيز الأردن باحتياجاته الكاملة من الغاز الطبيعي. وأوضح صولاغ الزبيدي في تصريح نشر اليوم الجمعة أن حقل عكاس هو الحقل الذي سيُصدّر منه الغاز.[بحاجة لمصدر]
في عام 2009 فاتحت شركة نفط الهلال الإماراتية وشركة دانة غاز محافظ الأنبار وبعض شيوخ العشائر لإقامة مدينة للغاز غرب البلاد قرب مدينة القائم، تقول الشركة أن المشروع سوف يقوم بتأمين أكثر من 200 ألف فرصة عمل لأبناء المنطقة[بحاجة لمصدر].
في 25 مايو 2023 قالت وزارة النفط العراقية في بيان إنها دعت الشركات السعودية للاستثمار في قطاع النفط والغاز، ومنها شركة أرامكو السعودية، وذلك من أجل الاستثمار والمشاركة في تطوير حقل عكاز النفطي بمحافظة الأنبار. وكان نائب رئيس الوزراء لشؤون الطاقة وزير النفط العراقي حيان عبدالغني، أشار على هامش اجتماع مجلس التنسيق السعودي العراقي، في السعودية، إلى دعوة أرامكو للمشاركة في تطوير حقل عكاز الذي ستصل طاقته الإنتاجية إلى 400 مليون قدم مكعب يوميا.